# The Syn
The Syn – brytyjski zespół rockowy, który istniał w latach 1965–1967 i został reaktywowany w 2004. W historii muzyki rockowej zapisał się głównie tym, że wywodzili się z niego dwaj późniejsi muzycy Yes: Chris Squire oraz Peter Banks.

## W latach 60.
Początki The Syn mają miejsce w rhythm&bluesowym zespole High Court, w którym grali Steve Nardelli (gitara) oraz jego szkolny przyjaciel George Arzimanow (śpiew). W 1965 Nardelli (wtedy już główny wokalista) oraz John Painter (gitara) zmienili nazwę na The Syn. Krótko później The Syn połączył się z inną lokalną grupą, The Selfs, wtedy do Nardelliego i Paintera dołączyli Chris Squire (gitara basowa), Andrew Jackman (instrumenty klawiszowe) oraz Martyn Adelman (perkusja). Pierwszy występ zespołu, w szkole Kingsbury County, do której uczęszczał Nardelli obejmował głównie popularne piosenki. Na pierwszej płycie demonstracyjnej, zespół nagrał kompozycję Merry-go-round, której autorem i producentem był Paul Korda, początkujący angielski piosenkarz.
Po jakimś czasie Johna Paintera i Martyna Adelmana zastąpili Peter Banks i Gunnar Hákonarson z Islandii. Zespół, pod kierownictwem Jackmana i Nardelliego zaczął tworzyć swój własny materiał, ulegając z czasem wpływom psychodelii i narkotyków. W roku 1967 The Syn wydał dwa single:
- Created by Clive / Grounded
- Flowerman / 14 Hour Technicolour Dream

Zespół rozpadł się w 1967, głównie z powodu niepowodzenia singli. Squire oraz Banks dołączyli do grupy Mabel Greer's Toyshop, która później przekształciła się w Yes.
Nardelli, Jackman i czasami Squire pracowali wspólnie nad kolejnym (niewydanym nigdy) singlem Sunshine and Make Believe, przy czym wspomagali ich David O’List oraz Tony Kaye. Jackman nagrał samodzielnie utwór The Last Performance of the Royal Regimental Very Victorious and Valiant Band wydany dopiero w 2004 na płycie Original Syn. Inny utwór The Syn, Mr White’s White Flying Machine ukazał się w 1970 na płycie brytyjskiej piosenkarki Ayshei, na płycie którą produkował Jackman zagrał też Squire.

## Reaktywacja
Punktem wyjścia dla reaktywacji The Syn były dwa wydarzenia. W roku 2003 Martyn Adelman skontaktował się z Henrym Pottsem, autorem serwisu internetowego dla fanów Yes, w celu przeprowadzenia wywiadu. Gdy przeczytał go Steve Nardelli, porozumiał się z Adelmanem i Banksem, po czym rozważyli możliwość reaktywacji. W tym samym czasie zmarł Andrew Jackman i zespół chciał uczcić jego pamięć.
Do zespołu dołączył klawiszowiec Gerard Johnson, który grał wcześniej z Banksem. Na pierwszej sesji w roku 2004 nagrano nowe wersje starych piosenek Illusion i Grounded, a także dłuższą wersję utworu Yes, Time and a Word. Jako basista początkowo miał grać John Wetton, jednak w sesji wziął udział Steve Gee z progresywnej grupy Landmarq. Po nagraniach odszedł z zespołu Banks, zastąpił go Paul Stacey. Pod koniec 2004 do zespołu dołączył ponownie Chris Squire, początkowo poproszony o grę w piosence Cathedral of Love.
Pierwszym wydawnictwem zespołu, początkowo w limitowanej formie była dwupłytowa kompilacja Original Syn, która na pierwszej płycie zawierała piosenki archiwalne, na drugiej zaś nowe wersje nagrane w 2004 oraz wywiad z muzykami.
Zespół wydał swój pełnowymiarowy album studyjny Syndestructible w październiku 2005, zaś Cathedral of Love ukazał się w postaci singla. Skład grupy na płycie:
- Paul Stacey – gitara, produkcja
- Gerard Johnson - instrumenty klawiszowe
- Steve Nardelli - śpiew
- Jeremy Stacey – perkusja
- Chris Squire – gitara basowa, chórki

W sierpniu 2005 zespół wziął udział w trasie koncertowej The More Drama Tour po północnej Ameryce, w której udział też wzięły: White (grupa Alana White’a z Yes), Steve Howe i Geoff Downes. Trasa została jednak odwołana po trzech koncertach. The Syn występował wtedy w następującym składzie:
- Francis Dunnery – gitara
- Gerard Johnson - instrumenty klawiszowe
- Steve Nardelli - śpiew
- Gary Husband – perkusja
- Chris Squire – gitara basowa

Kilka koncertów, jeszcze w innym składzie (z Alanem White’em) grupa zagrała w styczniu 2006. Kolejna trasa w maju 2006 została odwołana z powodu słabej sprzedaży biletów, wreszcie 16 maja 2006 Squire ogłosił opuszczenie zespołu, a 18 października 2006 w informacji zamieszczonej na oficjalnej stronie Yes, poprosił fanów o niekupowanie kolejnego albumu sygnowanego przez The Syn.
Album, Armistice Day, którego nagrał głównie Nardelli zawierał jedną nową ścieżkę studyjną oraz fragmenty koncertów z 2006. Jednocześnie zespół opuścili Johnson i Stacey. W czerwcu 2007 Nardelli twierdził, że The Syn, to on oraz muzycy, których wybierze.
Skład The Syn w 2008 to:
- Steve Nardelli - śpiew
- Francis Dunnery - gitary
- Tom Brislin - instrumenty klawiszowe

## Dyskografia
- Original Syn (2004, wersja limitowana)
- Syndestructible, 2005
- Original Syn 1965-2004 (2005)
- Armistice Day (2007)
- Big Sky (2009)